# Balázs Farkas (piłkarz)
Balázs Farkas (ur. 24 kwietnia 1988 w węgierskiej miejscowości Nyíregyháza) – węgierski piłkarz, grający na pozycji napastnika, reprezentant Węgier.

## Kariera piłkarska

### Kariera klubowa
Karierę piłkarską rozpoczynał w węgierskim klubie Nyíregyháza Spartacus. W październiku 2005 podpisał kontrakt z Dynamem Kijów. Z nim zdobył Superpuchar Ukrainy w 2007. Występował w drużynie rezerwowej Dynama. W 2009 został wypożyczony do Videoton FC. W lipcu 2010 przeszedł do Debreceni VSC.

### Kariera reprezentacyjna
W 2006 zadebiutował w reprezentacji Węgier. Wcześniej występował w juniorskiej i młodzieżowej reprezentacjach.

## Sukcesy i odznaczenia

### Sukcesy klubowe
- mistrz Węgier: 2010
- zdobywca Pucharu Węgier: 2010